# Kalypso (planetoïde)
(53) Kalypso Is een grote planetoïde in de planetoïdengordel. De planetoïde werd op 4 april 1858 door de Duitse astronoom Robert Luther ontdekt in Düsseldorf. Hij is genoemd naar Kalypso, in de Griekse mythologie een dochter van Atlas.